# Radovan Karadžić
Radovan Karadžić (en ciríl·lic serbi Радован Караџић AFI [râdoʋaːn kâradʒitɕ]) (Petnjica, Montenegro, 1945) és un polític serbi de Bòsnia, psiquiatre i poeta, acusat de crims de guerra i genocidi pel Tribunal Penal Internacional per a l'antiga Iugoslàvia (TPII o ICTY, les sigles en anglès) a La Haia.

## Vida familiar
Fill de txètnik presoner, va ajudar a la seva mare en la llar i en el camp durant gran part de la seva la infància.
L'any 1960 es va traslladar a Sarajevo, on més tard va conèixer a la seva esposa, Ljiljana, es va graduar com a metge, i treballà com a psicòleg en un hospital de la ciutat.
També es va convertir en un poeta i va caure sota la influència de l'escriptor nacionalista serbi Dobrica Ćosić, qui el va animar a entrar en política. Anys més tard, després de treballar breument per al Partit Verd, va ajudar el 1990 a crear el Partit Democràtic Serbi en resposta al creixement dels partits nacionalistes croats i bosnians, i dedicat a la meta d'una Gran Sèrbia. Menys de dos anys més tard, amb Bòsnia i Hercegovina reconeguda com un estat independent, va declarar la creació de la independent República Sèrbia de Bòsnia i Hercegovina, posteriorment rebatejada com Republika Srpska amb capital a Sarajevo, i ell mateix com cap d'estat.

## Guerra de Bòsnia
Va ser el principal impulsor de la guerra de Bòsnia (1992-95) contra els musulmans bosnians i els croats i va dirigir durant 43 mesos el setge de Sarajevo, que va causar més de dotze mil morts, i la matança de Srebrenica, que en va fer més de vuit mil. Va ser conjuntament acusat en 1995, juntament amb el cap militar dels serbis de Bòsnia Ratko Mladić, per crims de guerra que es van cometre durant la guerra 1992-95, i es va veure obligat a dimitir com a president l'any 1996 per l'amenaça de sancions contra la República Srpska, i més tard va passar a la clandestinitat.
Per evitar ser capturar es va fer passar durant anys pel Doctor Dragan David Dabić, un psicòleg i especialista en medicina alternativa que treballava en una clínica privada de Belgrad. Lluïa ulleres i una gran barba blanca que el feien difícilment recognoscible.

## Captura i judici
Fou capturat la nit del 21 de juliol de 2008 als afores de Belgrad (Sèrbia) quan anava sol pel carrer, i lliurat per les autoritats sèrbies a la justicia internacional perquè fos jutjat a l'ICTY. Karadžić estava acusat de dos càrrecs de genocidi (el de la matança de Srebrenica i el que es cometé en diversos municipis de Bòsnia), a més de diversos càrrecs relacionats amb la guerra de Bòsnia, associats a l'expulsió de musulmans i croats de Bòsnia i Hercegovina i d'haver creat terror entre la població de Sarajevo, entre d'altres.
El judici contra Karadžić al TPII, que es defensa sol, va començar l'octubre del 2009, però el fiscal no va presentar el seu primer testimoni fins a mitjans d'abril del 2010. La presentació de proves per part de la fiscalia va acabar el maig. En total, ha presentat 195 testimonis davant el tribunal, a més d'altres testimonis que van fer arribar el seu relat per escrit.
El 28 de juny de 2012 els jutges del TPII van absoldre Karadžić només de l'acusació de genocidi per crims en contra de població musulmana i croata entre març i desembre del 1992 als municipis de Bratunac, Foča, Ključ, Prijedor, Sanski Most, Vlasenica i Zvornik perquè les proves presentades per la fiscalia no eren suficients per arribar a considerar els crims comesos en aquestes ciutats com a genocidi. Tanmateix, els magistrats van considerar que les proves aportades eren suficients per mantenir tant el càrrec de genocidi de gairebé 8.000 nens i homes musulmans a la ciutat bòsnia de Srebrenica el juliol del 1995 (el que es coneix com la matança més gran a Europa després de la Segona Guerra Mundial) com les altres acusacions per les quals va ser detingut. El Tribunal manté, doncs, els càrrecs que el relacionen amb els 44 mesos de setge a Sarajevo, en què van morir gairebé 12.000 civils.